# Три, Пенелопа
Пенелопа Три (англ. Penelope Tree; род. 1949) — английская модель 1960-х годов, ставшая популярной в эпоху, прозванную «свингующий Лондон».

## Биография

### Ранняя жизнь
Дочь скандального журналиста, открытого бисексуала Рональда Три (1897 – 1976)  и его жены  Мариэтты Пибоди (1917 – 1991), светской львицы и политического активиста. Также находится в родстве с магнатом    Маршаллом Филдом.

### Карьера
В 13 лет она снялась в первой профессиональной фотосессии у  Дианы Арбус. В 1966 году сотрудничество ей предложили уже Ричард Аведон и Сесил Битон.
В 1967 году Три сошлась с фэшн-фотографом Дэвидом Бейли, в то время официально женатым на Катрин Денёв. Спустя год она покидает Нью-Йорк и перебирается вместе со своим возлюбленным в Лондон, где её карьера складывается очень успешно. Лондону, являющемуся в 1960-е годы столицей мировой моды, приходится ко двору девушка со странной специфической внешностью. Карьера Три взмыла к высотам со скоростью ракеты. Её точёные линии скул, ресницы на нижнем веке и геометричный макияж составляли конкуренцию культовой Твигги.
Её часто сравнивали с The Beatles по силе влияния  движение 60-х годов и  поколение молодых американских женщин. 
Как-то в одном интервью у Джона Леннона спросили, что он думает о Пенелопе Три. «Горячая, горячая, горячая, умная, умная, умная!» — воскликнул тот.
C Бейли они прожили вместе восемь лет, но их отношения так и не перешли в брак.   В 1974 году Пенелопа рассталась с ним и после этого стала понемногу отходить от модельного бизнеса. Позднее Три вышла замуж за южноафриканского рокера Рикки Фатаара, участника групп  The Flames, The Rutles и  Beach Boys. Вместе с мужем она появилась в британской кинокомедии 1978 года All You Need Is Cash, высмеивающей битломанию. Брак оказался не самым удачным, а закончился для девушки тяжким кожным недугом на нервной почве, но подарил ей дочь Палому. Через несколько лет она повторно станет матерью, родив сына от специалиста в области психотерапии Стюарта Макфарлейна.

### Жизнь после карьеры
С тех пор Пенелопа Три стала семейным человеком и общественным деятелем, оказывающим поддержку женщинам в самых разных уголках мира. Три является покровительницей благотворительного фонда Lotus Outreach, который работает в Камбодже в партнёрстве с местными женскими организациями, чтобы дать девочкам из самых бедных семей средства для обучения в школе.